# 그랜드쿨리댐

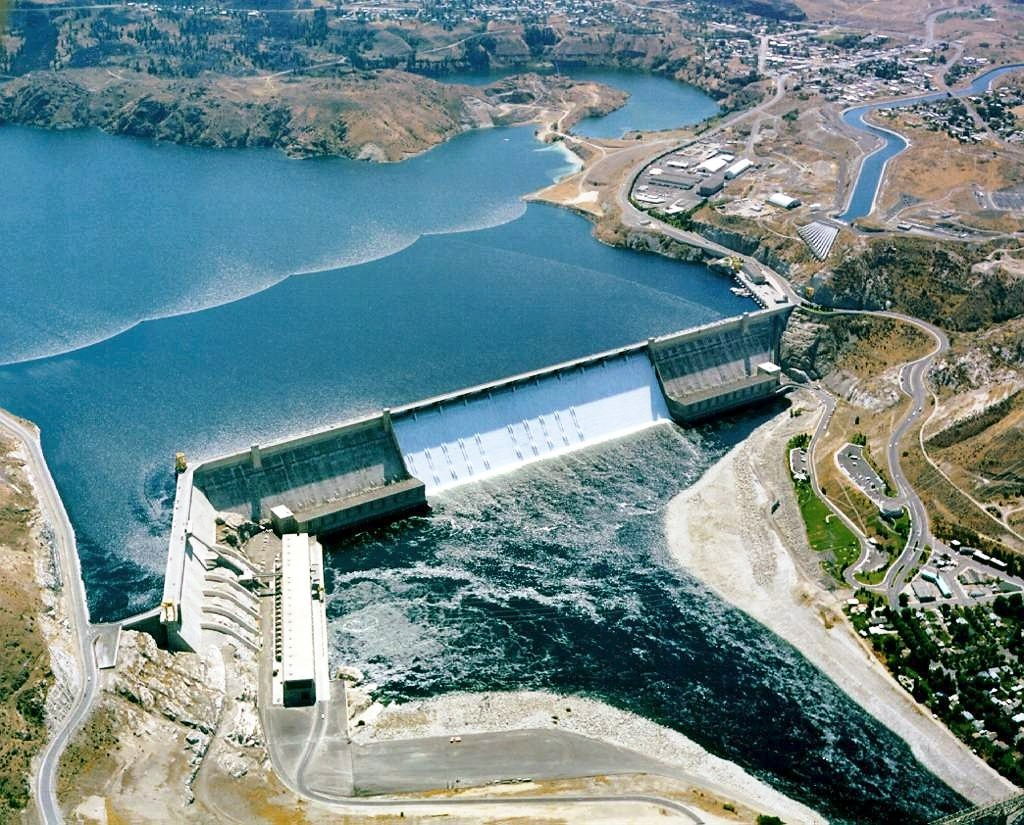

그랜드쿨리댐(Grand Coulee Dam)은 수력전기를 생산하고 관개를 제공하기 위해 지어진 미국 워싱턴주 컬럼비아강 그랜트군과 오커나건군 사이에 있는 콘크리트 중력댐이다. 1933년부터 1942년 사이 건조된 이 댐은 원래 2개의 동력원만 갖추고 있었다. 3번째 동력원("Nat")은 에너지 생산을 제고하기 위해 1974년 완공되었으며 이로 인해 명목 용량 6,809 메가와트에 이를 정도로 미국 최대의 발전소로 거듭나게 되었다.